# Richmond 200 1960
Richmond 200 1960 var ett stockcarlopp ingående i Nascar Grand National Series (nuvarande Nascar Cup Series) som kördes 5 juni 1960 på den 0,5 mile (805 meter) långa ovalbanan Atlantic Rural Fairgrounds (nuvarande Richmond Raceway) i Richmond i Virginia. Banunderlaget var dirt. Totalt avverkades 100 miles (160,934 km) fördelat på 200 varv. Loppet vanns av Lee Petty i en Plymouth på tiden 1:36.23 körande för Petty Enterprises. Pettys snitthastighet var 62,251 mph. Prispotten uppgick till 3 935 dollar, varav 900 dollar gick till segraren.

## Resultat
| Plc     | Nr | Förare           | Team/ bilägare       | Konstruktör | Start | Varv | Ledda varv |
| ------- | -- | ---------------- | -------------------- | ----------- | ----- | ---- | ---------- |
| 1       | 42 | Lee Petty        | Petty Enterprises    | Plymouth    | 10    | 200  | 18         |
| 2       | 4  | Rex White        | Rex White            | Chevrolet   | 3     | 200  | 15         |
| 3       | 11 | Ned Jarrett      | Ned Jarrett          | Ford        | 1     | 199  | 65         |
| 4       | 23 | Doug Yates       | Raeford Johnson      | Plymouth    | 5     | 198  | 39         |
| 5       | 21 | Glen Wood        | Wood Brothers Racing | Ford        | 8     | 197  | 0          |
| 6       | 43 | Richard Petty    | Petty Enterprises    | Plymouth    | 11    | 196  | 0          |
| 7       | 54 | Nace Mattingly   | Nace Mattingly       | Ford        | 12    | 189  | 0          |
| 8       | 87 | Buck Baker       | Buck Baker Racing    | Chevrolet   | 19    | 189  | 0          |
| 9       | 74 | L.D. Austin      | L.D. Austin          | Chevrolet   | 16    | 183  | 0          |
| 10      | 19 | Herman Beam      | Herman Beam          | Ford        | 13    | 182  | 0          |
| 11      | 80 | Neil Castles     | Neil Castles         | Ford        | 15    | 180  | 0          |
| 12      | 9  | Jim Austin       | Roy Tyner            | Ford        | 17    | 175  | 0          |
| 13      | 51 | Roy Tyner        | Roy McDonald         | Oldsmobile  | 18    | 155  | 0          |
| 14      | 27 | Junior Johnson   | John Masoni          | Chevrolet   | 6     | 138  | 52         |
| 15      | 12 | Joe Weatherly    | Fred Wheat           | Plymouth    | 14    | 90   | 0          |
| 16      | 78 | Joe Lee Johnson  | E.C. Wilson          | Chevrolet   | 7     | 73   | 0          |
| 17      | 5  | Cotton Owens     | Owens Racing         | Pontiac     | 2     | 69   | 0          |
| 18      | 85 | Emanuel Zervakis | Monroe Shook         | Chevrolet   | 9     | 42   | 0          |
| 19      | 75 | John Dodd Jr.    | John Dodd Jr.        | Ford        | 4     | 37   | 0          |
| Källor: |    |                  |                      |             |       |      |            |